# Taldyqorǵan
Taldyqorǵan (cu alfabet chirilic, Талдықорған; până în 1993 fiind cunoscut sub denumirea Taldî-Kurgan, în rusă Талды-Курган) este un oraș din Kazahstan și centrul administrativ al provinciei Almatî. Populația orașului în anul 2012 a fost de 156.3 de mii de locuitori. Printre grupurile etnice ce trăiesc în oraș se numără:  kazahi (64,96 %), ruși (25,47 %),  coreeni (3,61 %), tătari (1,94 %), germani (1,10 %), ucraineni (0,75 %), uiguri (0,67 %).